# Сарпинские озёра
Сарпинские озёра — крупная цепь солоноватых озёр, находящаяся в ложбине древнейшего рукава пра-Волги. В состав системы входят озера Сарпа (Волгоградская область), Цаца, Барманцак, Пришиб, Унгун-Теричи, Ханата, Сарпа (у пос. Цаган-Нур), Батыр-Мала (высохшее), и др. Сарпинские озёра протянулись, следуя рельефу местности, на 180 км. вниз от Волги на юге Волгограда вдоль восточного подножия Ергеней на юг и далее на юго-восток. Место миграции водоплавающих птиц и гнездования водоплавающих и околоводных птиц.

## Этимология
По одной из версий, название «Арпа», то есть «Сарпа» корнями своего происхождения уходит в X—XII века и остановлено тюркскими племенами, кочевавшими здесь. Так местные племена называли нетекущие истоки и озера, которые находились восточнее Ергеней. Постепенно название «Арпа-Сарпа» закрепляется за всей водной системой и прилегающей к ней территории. Предположительно название «Арпа» означает «Спустившееся», так как озера, а также окружавшие их хаки, солончаки (топкие места) представляют собой остатки некогда большой реки.
Перекочевавшие сюда в 50-е годы XVII века калмыки на месте реки обнаружили цепь озёр различной величины, соединенных небольшими протоками. Их общее название было ими сохранено, но немного переделано, превратившись в Шорва-гол (калм. Шорв һол) — «сгустившаяся река» или иначе «Шорва иджилесе гарсн гол» (калм. Шорв - Иҗләс һарсн һол — из Волги вышедшая река). В русском языке закрепился вариант произношения — «Сарпа»

## Физико-географическая характеристика
Цепочка Сарпинских озёр начинается за южной окраиной города Волгограда, в Светлоярском районе Волгоградской области. Большая часть расположена в границах Республики Калмыкия в пределах Сарпинской низменности. Южная оконечность Сарпинской системы озёр расположена в близ посёлка Сарпа в Кетченеровском районе Калмыкии.

### Геоморфология
Сарпинские озёра представляют собой реликт внутренней дельты пра-Волги, формировавшейся на протяжении 7-8 тыс. лет на месте глубокого эстуария в конце позднего плейстоцена. С руслово-дельтовым процессом связано наличие на Сарпинской низменности многочисленных расходящихся в юго-восточном направлении «пучков» ложбин с цепочками озёр. Многочисленные мелкие и крупные ложбины — следы миграции мелких рукавов Волги. Этим объясняется сложная конфигурация береговой линии озёр. Значительные площади занимают лиманы.

### Гидрология
Общий объём озёр 140 млн м³, площадь зеркала 138,8 км². Наиболее крупные озёра: Сарпа (Волгоградская область) — 42,6 км², Ханата — 38 км², Барманцак — 25,8 км²; Сарпа (Цаган-Нур) — 23,5 км², Батыр-Мала — 21,9 км².. Наиболее протяжённой береговой линией обладает озеро Сарпа (Цаган-Нур): при ширине от нескольких сотен метров до 2 км озеро вытянуто на 40-60 км. Гидрологическая сеть системы озёр также включает: пруды-накопители, отстойники, испарители; ирригационные каналы с приёмниками сточных вод в виде мелких озёр и болотистых понижений рельефа; рыбоводные пруды Светлоярского района.
Гидрологический режим озёр имеет смешанный природно-антропогенный характер. Озёра расположены в зоне сухих степей и полупустынь. Вследствие значительного испарения роль дождевого питания не велика, питание в основном снеговое. Весной озёра заполняются талой водой и соединяются друг с другом протоками. Летом озёра почти полностью пересыхают, некоторые превращаются в солончаки, днища других распахиваются. Питание озёр до начала обводнения низменности ограничивалось весенними талыми водами и атмосферными осадками.
До середины 1970-х годов озера представляли собой систему плёсов, соединяющихся в весеннее время. В 1970-е годы система озёр подверглась существенной антропогенной трансформации. Подача воды из Волги по каналам Сарпинской системы в 1978-79 годах привела к увеличению площади отдельных озёр на 20-30%.

### Гидрохимия
Озера системы имеют различную соленость, только озеро Цаца сохраняет пресноводный характер. В период весеннего половодья минерализация воды не превышает 0,5-0,7 г/л. К югу минерализация увеличивается от 1-3 до 15-30 г/л. Преобладают воды гидрокарбонатно-натриевого состава, реже хлоридно-натриевые. Грунтовые воды здесь залегают на глубине 2 — 5 м, вблизи озёр на глубине до 1 м. Минерализация грунтовых вод увеличивается к югу от 1 — 3 до 15 — 30 г/л. Преобладают воды гидрокарбонатно-натриевого состава, реже хлоридно-натриевые.

### Почвы
Почвенный покров в районе Сарпинских озёр представлен степным комплексом из солончаковых солонцов, светло-каштановых глубокозасолённых почв, бурых пустынно-степных солонцеватых почв. В понижениях формируются лугово-каштановые, лугово-лиманные слитые, на берегах озёр — иловато-глеевые почвы. Широко распространены степные мелкие и корковые солонцы.

### Флора и фауна
Летом Сарпинские озера интенсивно зарастают тростником, рогозом, камышом, но большинство из них пересыхает и превращается в солонцово-солончаковые лиманные урочища. Система Сарпинских озёр обеспечивает существование трех видов, находящихся под угрозой глобального уничтожения: савки, белоглазого нырка и степной тиркушки. Помимо них, в угодье регулярно останавливаются на пролетах, гнездятся и летуют редкие и находящиеся под угрозой исчезновения виды, занесенные в Красную книгу России (более 10 видов).
Вместе с озером Деед-Хулсун озёра внесены в перспективный список Рамсарской конвенции.

## Экологическая ситуация
Наибольшую угрозу экологической системе Сарпинских озёр представляют пруды отстойники-накопители, находящиеся в Светлоярском районе Волгоградской области, тянущиеся от химкоплекса на окраине Волгограда до границы с Калмыкией, близ с. Малые Дербеты. Пруды-накопители содержат неразлагаемую органику и другие опасные вещества. При переполнении или целенаправленной перекачке сбросных вод пагубно влияют на гидрофауну системы Сарпинских озёр: Барманцак, Пришиб, Ханата, Цаган-Нур (в 80-х годах запротоколированы факты массовой гибели рыб, птиц, ондатры и других представителей животного мира).